# 米尼夫卡 (馬格達利尼夫卡區)
49°8′17″N 34°52′4″E / 49.13806°N 34.86778°E
米尼夫卡（烏克蘭語：Минівка）是烏克蘭中部的村莊，隸屬第聶伯羅彼得羅夫斯克州的薩馬爾區。該村處於奧列利河畔，分別距離科托夫卡2.5公里和切爾內奇納3公里，始建於1877年，海拔高度75米，2001年人口458。